# Nectophryne afra
Nectophryne afra és una espècie d'amfibi que viu al Camerun, la República Democràtica del Congo, Guinea Equatorial, el Gabon, Nigèria i, possiblement també, a la República Centreafricana i la República del Congo.
Està amenaçada d'extinció per la pèrdua del seu hàbitat natural.